# Денисів-Купчинці
Дени́сів-Ку́пчинці — залізнична станція Тернопільської дирекції Львівської залізниці.
Розташована на лінії Березовиця-Острів — Ходорів між станціями Березовиця-Острів (10,5 км) та Козова (17 км) в селі Яструбове Козівського району Тернопільської області. На станції зупиняються тільки приміські поїзди.